# Estany de Palau de Dalt
L'Estany de Palau de Dalt és una zona humida situada als termes municipals de Pau i Palau-saverdera.
Es localitza entre l'estany de Vilaüt i l'Estany de Palau de Baix, dins la Reserva Natural Integral I, els Estanys, del Parc Natural dels Aiguamolls de l'Empordà. Ocupa una superfície de 27,65 Ha. Forma una unitat amb l'Estany d'Aiguaclara i l'Estany de Vilaüt.
Les closes són un sistema agroramader de conservació de sòls i aigües, basat en un aprofitament pastoral. L'estructura tradicional d'una closa és un prat de dall o pastura de cobertura permanent en tota la superfície, tancat per arbres generalment de fulla caduca i amb un sistema de drenatges que permeten l'escolament de l'aigua, la inundació de la closa i la rentada de sals. Ocupen zones d'aiguamolls dessecats al segle xviii i es caracteritzen per tenir nivells freàtics elevats, sòls mal drenats i sovint salins o salino-sòdics. Tot i que actualment conformen prats o pastures i cultius extensius, havien estat utilitzades antigament per al cultiu de l'arròs.
La vegetació està formada per canyissars, salicornars, poblaments de tamarius, poblaments de jonques (Scirpus spp.), d'aigües salabroses, i alguns conreus herbacis. Presenta també algunes zones altes amb brolles i timonedes, que contribueixen a augmentar la biodiversitat de l'espai. En aquesta zona humida són presents els hàbitats d'interès comunitari: 92D0 Bosquines i matollars meridionals de rambles, rieres i llocs humits (Nerio-Tamaricetea).
Pel que fa a la fauna, l'espai és d'interès sobretot com a zona de reproducció, hivernada i punt d'aturada migratòria per a nombroses espècies d'ocells aquàtics.
La intrusió d'aigües salines és un dels factors que poden afectar negativament l'espai.
L'espai presenta diverses figures de protecció. Forma part del Parc Natural dels Aiguamolls de l'Empordà i s'inclou també dins l'espai del PEIN i la Xarxa Natura 2000 ES0000019 Aiguamolls de l'Empordà. Es troba també dins la Reserva Natural Integral I del Aiguamolls de l'Empordà, Els Estanys